# Maryam Durani
Maryam Durani (مَریَم دورانی) (1987) és una advocada, política i activista afganesa pels drets de les dones, creadora i directora de Radio Mirman a Kandahar. El 2012 va ser nomenada per la revista Time com una de les 100 persones més influents del món per la seva valenta defensa dels drets de les dones i fou guardonada amb el Premi Internacional Dona Coratge per la continuïtat en la seva tasca malgrat diversos atacs i un atemptat suïcida que va patir.
Maryam es va graduar a la Universitat Americana de l'Afganistan en Administració d'Empreses, Dret i Ciències Polítiques. Va ser la representant de Kandahar al consell provincial, directora de l'Associació de Dones per a la Cultura Khadijatul Kubra, la propietària de Radio Minven de Kandahar, una ràdio especialitzada per a dones, i va fundar la xarxa de defensa de les dones de Kandahar. Maryam també va fundar el cibercafè Malalai Maiwandi, gratuït per a dones i un espai segur perquè puguin fer servir Internet, el primer del seu tipus a l'Afganistan.